# Liste der Naturdenkmäler in Wolkenstein in Gröden
Die Liste der Naturdenkmäler in Wolkenstein in Gröden (ladinisch Sëlva, italienisch Selva di Val Gardena) enthält die zehn als Naturdenkmal ausgewiesenen Objekte auf dem Gebiet der Gemeinde Wolkenstein in Gröden in Südtirol.
Basis ist das im Internet einsehbare offizielle Verzeichnis der Naturdenkmäler in Südtirol (Stand: 23. Januar 2015). Dabei kann es sich um botanische, geologische oder hydrologische Naturdenkmäler handeln. Die Reihenfolge in dieser Liste orientiert sich an der ID, alternativ ist sie auch nach dem Namen sortierbar.

## Liste
| Foto |                 | Name                                | Standort                     | Beschreibung                                                                                    |
| ---- | --------------- | ----------------------------------- | ---------------------------- | ----------------------------------------------------------------------------------------------- |
| ja   | Datei hochladen | Wasserfall Murfreit ID: 116_G02     | 46° 32′ 8″ N, 11° 47′ 53″ O  | Hydrologisches Naturdenkmal: etwa 87 Meter hoher Wasserfall                                     |
| ja   | Datei hochladen | zwei Zirbelkiefern ID: 116_G03      | 46° 32′ 19″ N, 11° 46′ 42″ O | Botanisches Naturdenkmal: zwei markante, freistehende Zirbelkiefern                             |
| ja   | Datei hochladen | eine Zirbelkiefer ID: 116_G04       | 46° 32′ 14″ N, 11° 46′ 49″ O | Botanisches Naturdenkmal: markante Zirbelkiefer oberhalb des Hotels Gèrard                      |
| ja   | Datei hochladen | Tubia Paluch ID: 116_G05            | 46° 33′ 38″ N, 11° 46′ 2″ O  | Hydrologisches Naturdenkmal: Quellmoor im Talgrund                                              |
| ja   | Datei hochladen | Lech de Ciampac ID: 116_G06         | 46° 34′ 12″ N, 11° 44′ 47″ O | Hydrologisches Naturdenkmal: seichter See mit Moorrand                                          |
| ja   | Datei hochladen | Ciavazes-Bach ID: 116_G07           | 46° 30′ 59″ N, 11° 45′ 44″ O | Hydrologisches Naturdenkmal: sich schlaufenartig durch Wiesenboden windender Oberlauf des Bachs |
| ja   | Datei hochladen | Feuchtgebiet Piz Culac ID: 116_G08  | 46° 32′ 10″ N, 11° 46′ 55″ O | Hydrologisches Naturdenkmal: Niedermoor                                                         |
| ja   | Datei hochladen | Feuchtgebiet Frea Pilon ID: 116_G09 | 46° 32′ 17″ N, 11° 47′ 11″ O | Hydrologisches Naturdenkmal: Niedermoor                                                         |
| ja   | Datei hochladen | Prei de Cudlea ID: 116_G10          | 46° 33′ 5″ N, 11° 48′ 7″ O   | Hydrologisches Naturdenkmal: mehrere Moorstellen am Grödner Joch                                |
| ja   | Datei hochladen | Steinerne Stadt ID: 116_L11         | 46° 30′ 42″ N, 11° 45′ 17″ O | Geologisches Naturdenkmal: gewaltiges Bergsturzgelände                                          |

| Foto: | Fotografie des Naturdenkmals. Klicken des Fotos erzeugt eine vergrößerte Ansicht. Daneben finden sich zwei Symbole: |
| ID    | Identifikator bei der Abteilung Natur, Landschaft und Raumentwicklung der Südtiroler Landesverwaltung               |